# Шурике, Руди
Ру́ди Шу́рике (нем. Rudi Schuricke, полное имя: Erhard Rudolf Hans Schuricke, 16 марта 1913, Бранденбург-на-Хафеле — 28 декабря 1973, Мюнхен) — немецкий эстрадный певец (тенор), один из самых популярных лирических певцов Третьего рейха.

## Обзор жизни и творчества
Родился в семье военного капельмейстера. Систематического музыкального образования не получил. В 1936 году организовал вокальный ансамбль, так называемый «Терцет Шурике», основными участниками которого были Хорст Розенберг и Карл Гольковский. Терцет «озвучивал» кинофильмы [«Spiel an Bord» (1936), «Verliebtes Abenteuer» (1938), «Menschen, Tiere, Sensationen» (1938), «Kitty und die Weltkonferenz» (1939)], пел в прямом эфире на радио, записывался на пластинки. В исполнении терцета популярность приобрела песня «Da muß den ersten Seelord doch erschüttern» (1939, пародия на песню  «Das kann doch einen Seemann nicht erschüttern»), приуроченная к потоплению немцами британского корабля «Royal Oak».
Основная образная сфера Шурике — лирика. С успехом пел итальянские (или «в итальянской манере») песни, среди которых танго «Capri-Fischer» (1943), песни «O mia bella Napoli» (на смеси итальянского и немецкого языков, 1938), «Frühling in Sorrent» (1943). Популярность также завоевала шутливая «Mit Musik geht alles besser» (1943). Исключительно популярным в Германии стал сентиментальный шлягер «Komm’ zurück» (немецкая версия французской песни J’attendrai, 1939). 
В 1937–1953 годах принимал участие в кинофильмах — главным образом как певец, изредка также как актёр второго плана, как в фильмах «Menschen, Tiere, Sensationen» (1938), «Eine Frau wie Du» (1939) и «Maharadscha wider Willen» (1950). Особой популярностью в Германии и за рубежом пользовался саундтрек из музыкальной комедии «Девушка моей мечты» (1944), где Шурике пел за кадром за (танцора) Валентина Фромана, в дуэте с Марикой Рёкк.
В 1944 г. был включён в «список богоизбранных» артистов фюрера (т. н. Gottbegnadeten-Liste). После войны возобновил деятельность на эстраде, продолжал записываться на пластинки (в том числе, шлягер «Florentinische Nächte», 1948). В 1970 году с оркестром и хором Джеймса Ласта исполнил песни «So eine Liebe gibt es einmai nur», «Und wenn Schnee fällt auf die Rosen» и «Capri-Fischer».

## Фильмография
Примечание. В скобках указана функция Р. Шурике в кинофильме
- 1937: Land der Liebe (певец)
- 1938: Rätsel um Beate (актёр и певец)
- 1938: Menschen, Tiere, Sensationen (актёр)
- 1939: Zentrale Rio (певец)
- 1939: Eine Frau wie Du (актёр)
- 1939: Wir tanzen um die Welt (певец)
- 1941: Ein Windstoß (певец)
- 1943: Ich hab’ von dir geträumt|Ich hab’ von Dir geträumt (певец)
- 1944: Die Frau meiner Träume (пение за кадром)
- 1950: Maharadscha wider Willen (актёр)
- 1952: Heimweh nach Dir (певец)
- 1953: Schlagerparade (певец)